# Fagradalsfjall
O Fagradalsfjall (pronúncia em islandês [ˈfaɣratalsˌfjatl̥]; lit. "montanha do belo vale") é um vulcão em escudo com várias proeminências localizado na Península de Reykjanes, a cerca de 40 quilômetros a sudoeste de Reiquiavique, a capital da Islândia. O seu cume está a cerca de 385 metros de altitude.
Em 19 de março de 2021 uma erupção vulcânica começou em Geldingadalir na parte sul do Fagradalsfjall, e ainda está em andamento.

## Características
O Fagradalsfjall é uma abertura do sistema vulcânico Krýsuvík-Trölladyngja, na região da Península Sul. Ele está situado dentro de uma zona de divisão ativa em um limite divergente entre as placas da Eurásia e da América do Norte.
O vulcão faz parte do cinturão vulcânico de Reykjanes e é um vulcão do tipo tuya que se formou sob um glaciar há cerca de 100 000 anos, durante a última era glacial. O vulcão se estende de leste a oeste – a largura na base é de 7,7 quilômetros, o comprimento é de cerca de 15 quilômetros e é basicamente um pequeno planalto com vários picos, morros e rochas proeminentes. O cume do vulcão está a 385 metros acima do nível do mar (ou 224 metros acima do terreno circundante) e é o ponto mais alto da Península de Reykjanes.

## Atividade 2020–21
Começando em dezembro de 2019 e em março de 2021, uma sucessão de terramotos, dois dos quais atingiram uma magnitude de 5,6 na escala Richter, abalou a Península de Reykjanes, gerando preocupações de que uma erupção era iminente. Acredita-se que os terramotos tenham sido desencadeados por intrusões de diques e magma se movendo sob a península. Pequenos danos a casas foram relatados pelo terramoto de 5,6 em 4 de fevereiro. Nas últimas três semanas, mais de 40 000 tremores foram registrados por sismógrafos.

### Erupção
Em 19 de março, uma erupção efusiva começou pouco antes das 21h30, horário local, no vulcão, tratando-se da primeira erupção conhecida na península em cerca de 800 anos e a primeira erupção no Fagradalsfjall em 6 000 anos. A súbita atividade eruptiva foi enunciada pela primeira vez pelo Escritório Meteorológico da Islândia às 21h40. Relatórios afirmaram que uma abertura fissural de 600 a 700 metros de comprimento tinha começado a ejetar lava, e já cobria um quilômetro quadrado. Os fluxos de lava atualmente não representam uma ameaça para os residentes, já que a área é em sua maioria desabitada. Mas existe a possibilidade de poluição por dióxido de enxofre.
A erupção foi chamada de Geldingadalsgos ("erupção de Geldingadalur"). A erupção pode ser uma erupção de um vulcão em escudo, que pode durar vários anos. É visível dos subúrbios da capital, Reiquiavique. O fenómeno atrai um grande número de visitantes. Altos níveis de gases vulcânicos, como dióxido de carbono e monóxido de carbono, tornam partes da área próximas inacessíveis.

### Resposta
Em resposta à erupção, todos os voos de e para o Aeroporto Internacional de Keflavík cessaram momentaneamente.

## Acidente

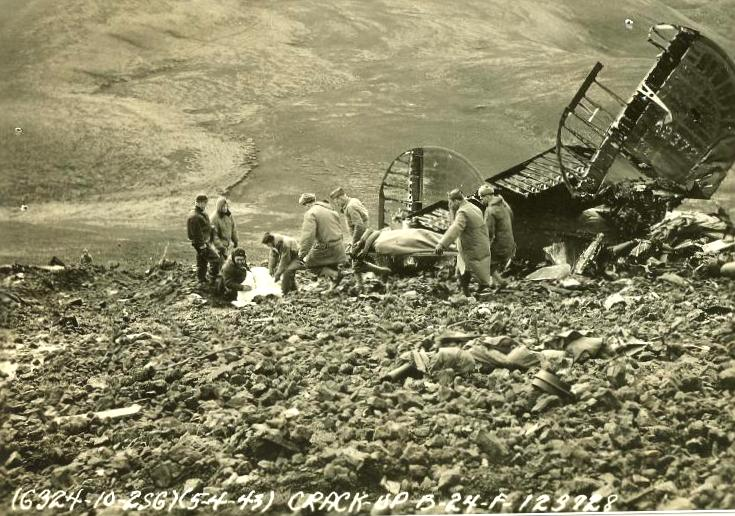
Oficiais do Exército dos EUA recuperam os corpos das vítimas da queda do avião em 1943

Em 3 de maio de 1943, o tenente-chefe Frank Maxwell Andrews, oficial sênior do Exército dos Estados Unidos e fundador das Forças Aéreas do Exército dos Estados Unidos, junto com catorze outros foram mortos quando seu avião B-24 Hot Stuff colidiu com a lateral do vulcão.